# Pyramida sedmi lidí na laně

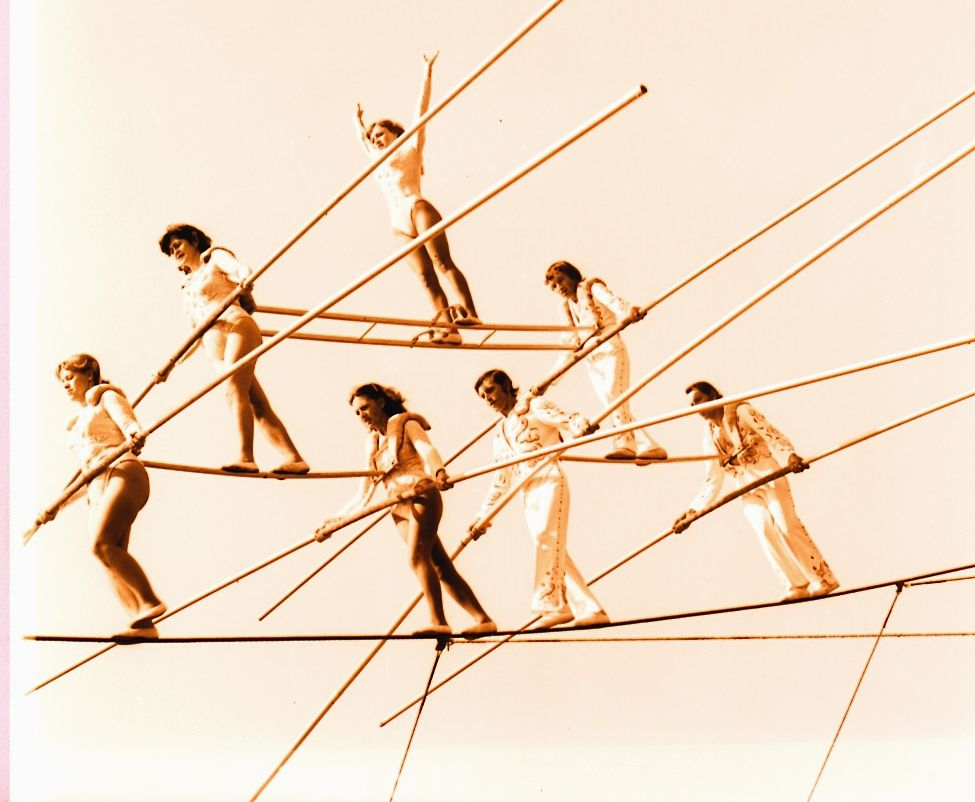
Pyramida 7 lidí na laně, 7 Kaiser, 1983 Czech

Pyramida sedmi lidí na laně, nazývaná Sedmička, je mezi provazochodci prestižní výkon na laně, oceněný až po vice než 60 letech od prvního provedení na Mezinárodním cirkusovém festivalu v Monte Carlu.
K jejímu vytvoření je zapotřebí souhry sedmi lidí. Čtyři provazochodci nesou dvě samostatné vidlice, na každé z nich stojí provazochodec, který má na ramenou umístěnou také vidlici a na té stojí poslední sedmý akrobat. Jedinečnost tohoto výkonu spočívá v souhře čtyř spodních provazochodců, kteří musí při zátěži udržet jednotné tempo chůze na laně. Další provazochodci musí zvládnout obratně vylézt na pyramidu a po celou dobu zachovat rovnováhu, bez pohybu tělem. K zachování rovnováhy se používají balanční tyče.

## Tříškovi
Výkon vytvořila a jako první předvedla česká provazochodecká skupina Karla Tříšky dne 19. července 1941 v německém Essenu. Pyramidu tehdy předvedli: nahoře – Ruth Hansen, uprostřed Karel Tříška, syn Matěj Tříška, dole dcera Karla Tříšková, synovec Tulio Němeček, syn Josef Tříška, zeť Rudy Omanowsky. Jednalo se o originální trik, který v té době neměl obdoby.[zdroj⁠?!] Skupina Karla Tříšky byla poté angažována na turné po Spojených státech amerických do cirkusových programů. Mladší část rodiny ve Spojených státech amerických zůstala. Otec Karel Tříška a syn Josef se vrátili zpět do Československa, kde žila druhá část rodiny, která v USA nevystupovala. Dcera Anna Tříšková se svým mužem Rudy Omankowskym se usídlili ve Francii. Ocenění za celoživotní dílo rodiny Karla Tříšky převzala na Mezinárodním cirkusovém festivalu Cirkus Cirkus v Praze, vnučka Stanislava Schulzová.[kdy?][zdroj⁠?!]

## Weiheitovi
Podle zprávy českého tisku tuto pyramidu předváděla v roce 1975 rodina Weiheitových z NDR.

## Wallendovi
O realizaci pyramidy sedmi lidí usilovalo několik provazochodeckých skupin. Jednou z nich byla i rodina Wallendova, známá pod uměleckým jménem „The Flying Wallendas“, která ve Spojených státech amerických obdobnou pyramidu předváděla od roku 1946. Skupina The Flying Wallendas měla na této pyramidě několik smrtelných úrazů. Z toho důvodu ji dlouhé roky nepředváděla. V roce 2004 tuto pyramidu Wallendovi předvedli na Mezinárodním cirkusovém festivalu v Monte Carlu, kde s tímto výkonem zvítězili.

## Kaiserovi
Další pyramidu sedmi lidí předváděla v roce 1983 v Athénách skupina 7 Kaiser složená převážně z vnoučat Karla Třísky. Vytvořili tak první a dosud jedinou pyramidu sedmí lidí s převahou žen. Kaiserovi drží prvenství i ve složení pyramidy. Pyramidu předváděla přímá rodina – 5 sourozenců a 2 manželky (manželky Artura a Ladislava Kaisera). Uskutečnit tento výkon se zatím žádné rodině nepodařilo. Složení pyramidy: nahoře – Jindra Kaiserová, uprostřed Dana Kaiserová, Karel Kaiser, dole Marta Kaiserová, Marcela Kaiserová, Ladislav Kaiser, Artur Kaiser. Poté bylo skupině nabídnuto turné do USA do prestižních cirkusových programů. Tato skupina opakovaně tato angažmá odmítala. Na podzim roku 1983 onemocněl Karel Kaiser a tak na přehlídce cirkusového umění „Arena der Sensationen“ v listopadu 1983 v Dortmundu nemohla skupina pyramidu 7 lidí předvést. I tak skupina za všechna svá vystoupení sklidila v Dortmundu úspěch.